# Plod (medicina)
Plod ili fetus (od latinskog fetus = "leglo, potomak") u medicini označava zametak nakon formiranja unutarnjih organa tijekom trudnoće.
Fetus je nerođeni (prenatalni) kralježnjak u razdoblju fetalnog razvoja (razdoblje od zametka do rođenja).
Fetalno razdoblje kod čovjeka počinje od 9. tjedna trudnoće i završava rođenjem pojedinca. Tijekom fetalnog razdoblja u fetusu se razvija organski sustav, rast i diferencijacija organa fetusa.
Znanost koja se bavi proučavanjem razvoja fetusa zove se embriologija. Razvoj pojedinca se zove ontogeneza.
Pobačaj ili abortus je prekid trudnoće odstranjenje ili izbačajem embrija iz maternice.

## Unutarnje poveznice
- Prenatalni razvoj čovjeka

## Vanjske poveznice
- National Geographic: U utrobi (video)  Arhivirana inačica izvorne stranice od 24. rujna 2008. (Wayback Machine) (engl.)

### Ostali projekti
|  | Zajednički poslužitelj ima još gradiva o temi Plod (medicina) |